# 新田涼
新田 涼（にった りょう、1987年6月23日 - ）は、愛知県出身のサッカー指導者。

## 来歴
高校卒業後JAPANサッカーカレッジを経て、2009年から2011年にかけてアルビレックス新潟シンガポールでトレーナーを務めた。
帰国後アスレチックトレーナーの資格を取るため、東京スポーツ・レクリエーション専門学校に2年間在学した。
2014年、湘南ベルマーレのコンディショニングコーチに就任。
2016年、栃木SCのフィジカルコーチに就任。
2018年、カターレ富山のフィジカルコーチに就任。2021年12月10日、退任が発表された。
2021年12月28日、清水エスパルスのコンディショニングコーチに就任。2024年12月、退任が発表された。

## 学歴
- JAPANサッカーカレッジ
- 2012年 - 2013年 東京スポーツ・レクリエーション専門学校

## 指導歴
- 2009年 - 2011年  アルビレックス新潟シンガポール トレーナー
- 2014年  湘南ベルマーレ コンディショニングコーチ
- 2016年 - 2017年  栃木SC フィジカルコーチ
- 2018年 - 2021年  カターレ富山 フィジカルコーチ
- 2022年 - 2024年  清水エスパルス
  - 2022年 - 2023年 トップチーム コンディショニングコーチ
  - 2024年 トップチーム フィジカルコーチ
- 2025年 -  奈良クラブ フィジカルコーチ